# هدى محمود الناشف
ولدت في عمان سنة 1936 لابوين عاشا وترعرعا في الطيبة. تلقت علومها الابتدائية في الطيبة ثم مدينة طولكرم، واكملت دراستها الثانوية في مدرسة الراهبات الناصرة في حيفا, ثم التحقت في الجامعة العبرية في القدس سنة 1955 فكانت الطالبة العربية المسلمة الأولى فيها، حصلت على اللقب الأول البكالوريوس (B.A) في علوم التربية والشؤون الاجتماعية, ثم عملت كمحاضرة للشؤون الاجتماعية في مدارس الناصرة واقامت دورات خاصة. لم يقعدها العمل عن ان تستمر في الدراسة إذ سافرت لاكمال دراستها في جامعة شيكاغو في الولايات المتحدة بعد أن حصلت على منحة من الجامعة العبرية, وهنالك حازت على اللقب الثاني ماجستر (M.A). دفعها طموحها وحبها للمعالي ان تكمل دراستها في جامعة ريدنج في لندن حيث حصلت على شهادة الدكتوراة.
عملت هي وزوجها في جامعة الكويت, ثم عينت كمفتشة للصفوف الدنيا هناك, ومن ثم عملت كمحاضرة في كلية التربية في الجامعة البحرانية وعينت عضوا في اللجنة التربوية لها. عادت لمصر هي وزوجها, وعملت كمحاضرة في الجامعة الأمريكية في القاهرة ولا تزال. وهكذا كانت الدكتورة هدى محمود مضرب الأمثال في الجد والاجتهاد, وكانت نموذجا للفتيات العربيات في الطيبة وفلسطين.

## مؤلفاتها
1) إدارة الصف المدرسي, وضعتة هي وزوجها الدكتور محمود شفشق, دار الفكر العربي, القاهرة 1987.
2) الاتجاهات المعاصرة في تربية طفل الرياض.الكويت, 1979
3)Pre - school education in the arab world، london ,1985
4) قضايا معاصرة في تربية الطفولة المبكرة. دار الفكر العربي, القاهرة

## مصدر
كتاب طيبة بني صعب